# Primera B de Chile 2002
Primera B de Chile 2002 var den näst högsta divisionen för fotboll i Chile under säsongen 2002. Serien spelades mellan sexton lag, som delades upp i två grupper om åtta lag där alla lag mötte varandra två gånger (en gång hemma och en gång borta). De fyra främsta lagen i varje grupp gick vidare till "Grupp A" medan de fyra sista gick till "Grupp B", vilket innebar åtta lag i vardera grupp. De sex främsta i Grupp A och de två främsta i Grupp B gick vidare till uppflyttningsserien, medan övriga lag spelade nedflyttningsserien. De två främsta i uppflyttningsserien gick upp i Primera División. 

## Första omgången

### Norra gruppen
Everton fick 1 poängs avdrag för att ha använt en icke-tillåten spelade i en match mot Deportes Iquique.
| Nr | Lag                  | S  | V  | O | F  | GM | IM | MS  | P  |
| -- | -------------------- | -- | -- | - | -- | -- | -- | --- | -- |
| 1  | Deportes La Serena   | 14 | 12 | 1 | 1  | 42 | 14 | +28 | 37 |
| 2  | Unión La Calera      | 14 | 7  | 3 | 4  | 24 | 17 | +7  | 24 |
| 3  | Everton              | 14 | 7  | 4 | 3  | 25 | 21 | +4  | 24 |
| 4  | Deportes Ovalle      | 14 | 6  | 1 | 7  | 17 | 29 | −12 | 19 |
| 5  | Deportes Antofagasta | 14 | 5  | 3 | 6  | 21 | 22 | −1  | 18 |
| 6  | Deportes Arica       | 14 | 4  | 2 | 8  | 23 | 32 | −9  | 14 |
| 7  | Deportes Iquique     | 14 | 3  | 4 | 7  | 22 | 24 | −2  | 13 |
| 8  | Magallanes           | 14 | 2  | 2 | 10 | 16 | 31 | −15 | 8  |

### Södra gruppen
O'Higgins fick nio poängs avdrag för att ha använt ett ungdomslag i matchen mot Universidad de Concepción.
| Nr | Lag                       | S  | V | O | F | GM | IM | MS  | P  |
| -- | ------------------------- | -- | - | - | - | -- | -- | --- | -- |
| 1  | Universidad de Concepción | 14 | 9 | 2 | 3 | 28 | 14 | +14 | 29 |
| 2  | Deportes Melipilla        | 14 | 7 | 1 | 6 | 16 | 15 | +1  | 22 |
| 3  | Deportes Talcahuano       | 14 | 6 | 3 | 5 | 22 | 15 | +7  | 21 |
| 4  | Deportes Puerto Montt     | 14 | 6 | 3 | 5 | 17 | 15 | +2  | 21 |
| 5  | Fernández Vial            | 14 | 5 | 4 | 5 | 21 | 18 | +3  | 19 |
| 6  | Provincial Osorno         | 14 | 6 | 1 | 7 | 19 | 25 | −6  | 19 |
| 7  | Lota Schwager             | 14 | 4 | 2 | 8 | 14 | 27 | −13 | 14 |
| 8  | O'Higgins                 | 14 | 5 | 0 | 9 | 16 | 24 | −8  | 6  |

## Andra omgången

### Grupp A
| Nr | Lag                       | S  | V | O | F | GM | IM | MS  | P  |
| -- | ------------------------- | -- | - | - | - | -- | -- | --- | -- |
| 1  | Deportes Talcahuano       | 14 | 8 | 4 | 2 | 19 | 8  | +11 | 28 |
| 2  | Everton                   | 14 | 5 | 6 | 3 | 23 | 21 | +2  | 21 |
| 3  | Universidad de Concepción | 14 | 5 | 5 | 4 | 23 | 19 | +4  | 20 |
| 4  | Unión La Calera           | 14 | 6 | 2 | 6 | 24 | 24 | 0   | 20 |
| 5  | Deportes Puerto Montt     | 14 | 6 | 2 | 6 | 18 | 18 | 0   | 20 |
| 6  | Deportes Melipilla        | 14 | 4 | 5 | 5 | 16 | 17 | −1  | 17 |
| 7  | Deportes La Serena        | 14 | 4 | 5 | 5 | 21 | 23 | −2  | 17 |
| 8  | Deportes Ovalle           | 14 | 2 | 3 | 9 | 21 | 35 | −14 | 9  |

### Grupp B
| Nr | Lag                  | S  | V | O | F | GM | IM | MS  | P  |
| -- | -------------------- | -- | - | - | - | -- | -- | --- | -- |
| 1  | Deportes Antofagasta | 14 | 8 | 4 | 2 | 21 | 8  | +13 | 28 |
| 2  | O'Higgins            | 14 | 8 | 3 | 3 | 21 | 15 | +6  | 27 |
| 3  | Provincial Osorno    | 14 | 8 | 2 | 4 | 27 | 14 | +13 | 26 |
| 4  | Fernández Vial       | 14 | 6 | 4 | 4 | 19 | 19 | 0   | 22 |
| 5  | Deportes Iquique     | 14 | 4 | 4 | 6 | 23 | 24 | −1  | 16 |
| 6  | Lota Schwager        | 14 | 5 | 1 | 8 | 21 | 31 | −10 | 16 |
| 7  | Magallanes           | 14 | 2 | 4 | 8 | 16 | 26 | −10 | 10 |
| 8  | Deportes Arica       | 14 | 2 | 4 | 8 | 19 | 30 | −11 | 10 |

## Uppflyttningsserien
Deportes Antofagasta fick tre poängs avdrag för att inte ha betalat sina spelare i tid. Deportes Puerto Montt och Universidad de Concepción flyttades upp till Primera División inför 2003 års säsong.
| Nr | Lag                       | S  | V | O | F | GM | IM | MS  | P  |
| -- | ------------------------- | -- | - | - | - | -- | -- | --- | -- |
| 1  | Deportes Puerto Montt     | 14 | 8 | 3 | 3 | 24 | 17 | +7  | 27 |
| 2  | Universidad de Concepción | 14 | 6 | 5 | 3 | 21 | 16 | +5  | 23 |
| 3  | Deportes Melipilla        | 14 | 5 | 6 | 3 | 20 | 14 | +6  | 21 |
| 4  | Everton                   | 14 | 5 | 4 | 5 | 19 | 16 | +3  | 19 |
| 5  | O'Higgins                 | 14 | 5 | 4 | 5 | 20 | 18 | +2  | 19 |
| 6  | Unión La Calera           | 14 | 4 | 3 | 7 | 15 | 28 | −13 | 15 |
| 7  | Deportes Antofagasta      | 14 | 4 | 4 | 6 | 17 | 19 | −2  | 13 |
| 8  | Deportes Talcahuano       | 14 | 3 | 3 | 8 | 17 | 25 | −8  | 12 |

## Nedflyttningsserien
Fernández Vial fick tre poängs avdrag för att inte ha betalat sina spelare i tid. Deportes Iquique flyttades ner till Tercera División inför 2003 års säsong.
| Nr | Lag                | S  | V | O | F | GM | IM | MS | P  |
| -- | ------------------ | -- | - | - | - | -- | -- | -- | -- |
| 1  | Magallanes         | 14 | 7 | 3 | 4 | 23 | 22 | +1 | 24 |
| 2  | Fernández Vial     | 14 | 6 | 6 | 2 | 22 | 19 | +3 | 21 |
| 3  | Deportes La Serena | 14 | 6 | 2 | 6 | 29 | 24 | +5 | 20 |
| 4  | Provincial Osorno  | 14 | 6 | 2 | 6 | 20 | 21 | −1 | 20 |
| 5  | Lota Schwager      | 14 | 5 | 3 | 6 | 24 | 21 | +3 | 18 |
| 6  | Deportes Arica     | 14 | 5 | 3 | 6 | 20 | 24 | −4 | 18 |
| 7  | Deportes Ovalle    | 14 | 4 | 5 | 5 | 16 | 16 | 0  | 17 |
| 8  | Deportes Iquique   | 14 | 3 | 4 | 7 | 23 | 30 | −7 | 13 |